# یوری تونیان
یوری سمباتی تونیان (ارمنی: Յուրի Սմբատի Թունյան؛  زادهٔ ۱ سپتامبر ۱۹۳۷) یک پزشک و استاد اهل ارمنستان است.

## زندگی‌نامه
در ۱ سپتامبر ۱۹۳۷ در کیروواکان به دنیا آمد و از مدرسه شماره ۲۰ جون کیروواکان (۱۹۵۵) و دانشگاه پزشکی دولتی ایروان (۱۹۶۱) فارغ‌التحصیل شد. وی در وزارت بهداشت ارمنستان فعالیت کرده است. وی همچنین برنده دانشمند شایسته جمهوری ارمنستان و مدال مارشال باقرامیان شده است.

## یادداشت
1. ↑  բժշկական գիտությունների դոկտոր